# Souvigné-sur-Sarthe
Souvigné-sur-Sarthe – miejscowość i gmina we Francji, w regionie Kraj Loary, w departamencie Sarthe.
Według danych na rok 1990 gminę zamieszkiwało 455 osób, a gęstość zaludnienia wynosiła 27 osób/km² (wśród 1504 gmin Kraju Loary Souvigné-sur-Sarthe plasuje się na 866. miejscu pod względem liczby ludności, natomiast pod względem powierzchni na miejscu 696.).